# 6e congresdistrict van Alabama

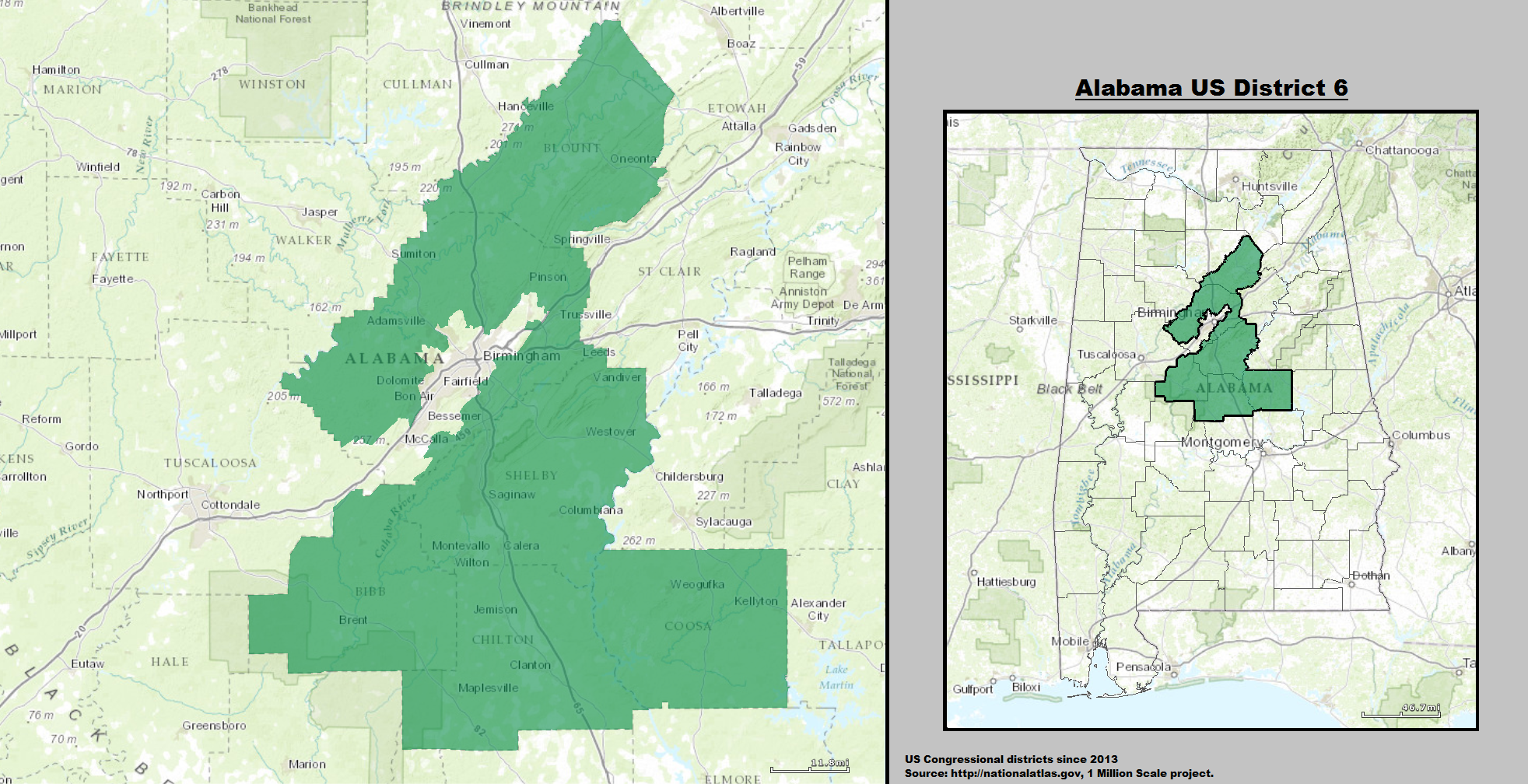
De locatie van het district in de staat Alabama.

Het 6e congresdistrict van Alabama is een kiesdistrict voor het Amerikaanse Huis van Afgevaardigden. Het district bestaat uit delen van Birmingham en een aantal andere county's. Sinds 3 januari 2015 is Republikein Gary Palmer de afgevaardigde voor het district.

## Presidentsverkiezingen
| Jaar | Resultaten                          | Winnende partij | Winnende partij      |
| ---- | ----------------------------------- | --------------- | -------------------- |
| 2000 | George W. Bush 74% - Al Gore 25%    |                 | Republikeinse Partij |
| 2004 | George W. Bush 78% - John Kerry 22% |                 | Republikeinse Partij |
| 2008 | Barack Obama 23% - John McCain 76%  |                 | Republikeinse Partij |
| 2012 | Mitt Romney 74% - Barack Obama 25%  |                 | Republikeinse Partij |
| 2016 | Donald Trump - Hillary Clinton      |                 | Republikeinse Partij |